# Alfred Edward Housman
Alfred Edward Housman (ur. 26 marca 1859, zm. 30 kwietnia 1936) – angielski filolog klasyczny i poeta.
Był autorem liryków elegijnych, których głównym tematem są śmierć i przemijanie. Jego wiersze tworzą tom A Shropshire lad (Chłopiec z Shropshire). Polski przekład części jego twórczość opublikowany został w antologii Poeci języka angielskiego (tom 3, 1974). Utwory Housmana tłumaczył m.in. Stanisław Barańczak.